# Брандо (Торино)
Брандо је насеље у Италији у округу Торино, региону Пијемонт.
Према процени из 2011. у насељу је живело 24 становника. Насеље се налази на надморској висини од 404 м.